# Односи Србије и Ватикана
Односи Србије и Ватикана су инострани односи Републике Србије и Град-државе Ватикан. Обе земље су успоставиле дипломатске односе у марту 1919. године. Света столица има амбасаду у Београду. Србија има амбасаду у Ватикану.

## Билатерални односи
Ватикан не признаје Косово.
О односима СФРЈ и Ватикана у периоду од 1963. до 1978. написана је књига „Односи између Југославије и Свете столице 1963–-1978” аутора Пеђе Радосављевића.

### Економски односи
У последњих пет година укупан извоз Србије износио је свега 15.000 УСД, док је увоз у истом периоду био на нивоу статистичке грешке тј. мањи од 1.000 долара.

### Дипломатски представници

#### У Београду
- Санто Ганђеми, апостолски нунције, 2022. -
- Лучијано Суријани, апос. нунције, 2015. - 2022.[7]
- Монсињор Орландо Антонини, апос. нунције, 2009. - 2015.[8]
- Еуђенио Збарбаро, апос. нунције, 2000. - 2009.
- Сантос Абрил и Кастељо, апос. нунције, 1996. - 2000.
- Габриел Монталво Ихуера, апос. нунције, 1986. - 1994.
- Франчезко Колазуоно, апос. нунције, 1985. - 1986.
- Микеле Чекини, апос. нунције, 1976. - 1984.
- Марио Кања, про-нунције, 1966. - 1970. и апос. нунције, 1970. - 1976.
- Силвио Оди, отправник послова, 1951. - 1952.
- Џозеф П. Хурли, про-нунције и затим пост. нунције, 1946. - 1949. и 1949. - 1950.
- Пјетро Сиђизмонди, отпр. послова, 1949.
- Ђузепе К. Мазучи, секретар, 1945. - 1946.
- Еторе Феличи,  апос. нунције, 1938. - 1941.
- /  Ерменеђилдо Пелегринети, апос. нунциј, 1922. - 1937.
- Франческо Керубини, апос. нунције, 1920. - 1921.

#### У Ватикану
- Сима Аврамовић, амбасадор, 2021. -[9]
- Дејан Шаховић, амбасадор, 2017. -
- Мирко Јелић, амбасадор, 2012. - 2017.
- Владета Јанковић, амбасадор, 2008. - 2012.
- /  Дарко Танасковић, амбасадор, 2002. - 2008.
- Дојчило Масловарић, амбасадор, 1996. - 2000.
- Ивица Маштруко, амбасадор, 1989. - 1991.
- Штефан Цигој, амбасадор, 1985. - 1989.
- Звонимир Стенек, амбасадор, 1981. - 1985.
- Зденко Свете, амбасадор, 1977. - 1981.
- Б. Лиовић, амбасадор, 1976. - 1977.
- Стане Колман, амбасадор, 1972. - 1976.
- Вјекослав Цврље, представник а затим и амбасадор, 1966. - 1972.
- Петар Бензон, отправник послова, 1947. -
- Бранимир Габричевић, привремени отпр. послова, 1946. - 1947.
- /  /  Никола Москатело, отпр. послова, 1941. - 1946.[10]
- Нико Мирошевић-Сорго, посланик, 1937. - 1941.
- Јеврем Симић, посланик, 1926. - 1936.
- Јосип Смодлака, посланик, 1923. - 1926.
- Лујо Бакотић, посланик, 1920. - 1923.
- Михаило Гавриловић, посланик, 1914. - 1917.